# Nederlandse Christelijke Radio Vereniging

Logo der NCRV (um 2012)

Nederlandse Christelijke Radio Vereniging (NCRV; deutsch: Niederländischer Christlicher Radioverein) war eine öffentlich-rechtliche Rundfunkorganisation (niederländisch: Publieke Omroepvereniging) in den Niederlanden, die von 1924 bis 2018 bestand. Sie war einer der Mitgliedsverbände des Nederlandse Publieke Omroep (NPO) und sprach das protestantische Publikum an. Dann fusionierte sie mit dem Katholieke Radio Omroep (KRO) zur KRO-NCRV.

## Entstehung und Status
Der NCRV wurde 1924 gegründet und gehörte somit zu den ältesten öffentlich-rechtlichen Rundfunkgesellschaften der Niederlande. Nach dem Sendezeitbeschluss (Zendtijdbesluit) vom 15. Mai 1930 teilte sich NCRV die Programmplätze auf dem Sender Huizen gleichberechtigt mit dem Katholieke Radio Omroep (KRO).
Neben dem KRO, der sozialistischen VARA, dem liberalen AVRO und dem freisinnig-protestantischen VPRO, war NCRV ab 1947 einer der fünf Mitgliedsverbände der Nederlandse Radio Unie (NRU), ab 1951 auch der Nederlandse Televisie Stichting (NTS) bzw. ab 1969 der fusionierten Nederlandse Omroep Stichting (NOS). Anders als die deutsche ARD war der öffentliche Rundfunk der Niederlande traditionell nicht nach Regionen, sondern nach Konfessionen bzw. Weltanschauungen gegliedert, was mit dem Phänomen der Verzuiling („Versäulung“) der Gesellschaft zusammenhing.
Einzelpersonen konnten Mitglieder ihrer jeweils bevorzugten Rundfunkanstalt werden. Die Mitgliederzahl beeinflusste, wie stark der jeweilige Verband innerhalb des NPO vertreten war. Im Jahr 2014 hatte die NCRV 355.068 Mitglieder. Bis zu ihrer Auflösung gehörte sie damit zu den großen Mitgliedsverbänden mit „A-Status“. Die Anstalten betrieben keine eigenen Sender, sondern bekamen jeweils Programmplätze auf den gemeinsamen Radio- und Fernsehsendern der NOS eingeräumt.

## Programm
In den ersten Jahrzehnten nach der Gründung war die Ausrichtung der Rundfunkgesellschaft strenggläubig reformiert (gereformeerd). Man richtete sich auf die Verbreitung des Evangeliums und die „Festigung und Stütze“ des protestantisch-christlichen Bevölkerungsteils.  Es wurden unter anderem Gottesdienste und Morgenandachten gesendet.
Im Laufe der Zeit richtete sich die NCRV inhaltlich stärker auf gesellschaftliches Engagement. Nach eigener Darstellung setzte sich die Rundfunkanstalt auf Grundlage ihrer protestantisch-christlichen Tradition für Toleranz und gegenseitige Anteilnahme ein.
Die Fernsehprogramme der NCRV wurden zuletzt auf NPO 1 und NPO 3, vorwiegend aber auf NPO 2 gesendet. Die digitalen Spartensender Spirit 24 und Best 24 sendeten Archivmaterial der NCRV. Die Radioprogramme werden auf NPO Radio 1–NPO Radio 5 gesendet.

## Auflösung
Am 1. Januar 2014 fusionierte der NCRV mit der KRO und RKK zur neuen Vereinigung KRO-NCRV, in einer Übergangsphase traten die Vorgängeranstalten noch eigenständig auf. Nach Ende der Übergangszeit wurde NCRV zum 31. Dezember 2018 endgültig aufgelöst.